# Останнє обличчя
«Останнє обличчя» (англ. The Last Face) — американський драматичний фільм, знятий Шоном Пенном. Світова прем'єра стрічки відбулась 20 травня 2016 року на Каннському кінофестивалі. Фільм розповідає про відносини між директором міжнародної гуманітарної організації та лікарем гуманітарної допомоги на тлі революції в африканській країні.

## У ролях
- Шарліз Терон — Рен Петерсен
- Хав'єр Бардем — Мігель Леон
- Адель Екзаркопулос — Еллен
- Жан Рено — доктор Лав
- Джаред Гарріс — доктор Джон Фарбер
- Мерріт Вівер — Марлі
- Сібонгіле Мламбо — Ассату

## Виробництво
10 квітня 2014 року було оголошено, що Шон Пенн зніматиме новий фільм з Шарліз Терон і Хав'єром Бардемом у головних ролях. Зйомки фільму почались 1 серпня 2014 року в Кейптауні.

## Визнання
| Нагороди та номінації фільму «Останнє обличчя» | Нагороди та номінації фільму «Останнє обличчя» | Нагороди та номінації фільму «Останнє обличчя» | Нагороди та номінації фільму «Останнє обличчя» | Нагороди та номінації фільму «Останнє обличчя» | Нагороди та номінації фільму «Останнє обличчя» |
| Рік                                            | Кінопремія / Кінофестиваль                     | Категорія / Нагорода                           | Номінант                                       | Результат                                      |                                                |
| ---------------------------------------------- | ---------------------------------------------- | ---------------------------------------------- | ---------------------------------------------- | ---------------------------------------------- | ---------------------------------------------- |
| 2016                                           | Каннський кінофестиваль                        | «Золота пальмова гілка» за найкращий фільм     | «Останнє обличчя»                              | Номінація                                      |                                                |